# Доменек Балманья
Доменек Балманья (ісп. Domènec Balmanya, нар. 29 грудня 1914, Жирона — пом. 14 лютого 2002, Барселона) — іспанський футболіст, що грав на позиції півзахисника. По завершенні ігрової кар'єри — футбольний тренер.
Виступав, зокрема, за «Барселону» та французький «Сет», з якими ставав національним чемпіоном, а також національну збірну Каталонії.
Як тренер вигравав чемпіонат Іспанії (з «Атлетіко»), а також Кубок Іспанії та Кубок ярмарків (з «Барселоною»).

## Кар'єра

### Ігрова кар'єра
Доменек Балманья народився 29 грудня 1914 в Жироні, Каталонія. Там же він почав грати за місцеву команду з однойменною назвою. Почавши виступати в клубі в 14-ти річному віці, до 17-ти років він вже став лідером клубу.
Як і більшість юних і талановитих каталонських футболістів, його примітила «Барселона», яка запросив Балманью до себе в сезоні 1935—1936. Свій перший матч Балманья провів 10 листопада 1935 року, і хоча Барса програла 0:1 своєму одвічному супернику по каталонському дербі «Еспаньйолу», головний тренер синьо-гранатових ірландець Патрік О'Коннелл залишився задоволений грою Балманьї. В тому ж сезоні Доменек став незамінним гравцем основи «Барси», провів 40 матчів за сезон, а сама «Барселона» виграла чемпіонат Каталонії та дійшла до фіналу кубка Іспанії, в якому програла мадридському «Реалу» з рахунком 1:2. Наступний сезон мав стати для Барселони «золотим», команда була за складом найсильнішою в Іспанії, але тріумфу завадила громадянська війна. «Барселона» та інші клуби продовжували виступати, утворивши середземноморську лігу, перемогу в якій здобула «Барселона», отримавши титул неофіційного чемпіона Іспанії.
З початком активних бойових дій, керівництво «Барселони» відправило клуб подалі з країни в тур по Мексиці, в якому «Барса» провела 14 матчів, потім, не повертаючись до Іспанії, «синьо-гранатові» виграли New York Tournament в США, в якому «Барселона» провела матчі проти збірної Брукліна, збірної Нью-Йорка, єврейської збірної, складеної з жителів США, а потім провела матч проти головної команди Сполучених штатів. Гроші, зароблені в турне, допомогли команді втриматися «на плаву», але вони й зруйнували її: багато гравців клубу не побажали повертатися до Іспанії, одні залишились в Мексиці, інші — в США, а ті, хто повернувся в Європу, не захотіли грати в Іспанії та поїхали грати за французькі команди. Внаслідок цього у О'Коннелла залишилося лише 4 гравці. Балманья вибрав Францію і разом з Хосепом Есколом підписав контракт з клубом «Сет», з яким став чемпіоном Франції в 1939 році.
Після закінчення громадянської війни, диктатор Франко видав указ про шестирічному заборону на в'їзд в країну гравців, які покинули її під час війни, проте, Енріке Пінейро, президент «Барселони», зміг обійти заборону та повернути в команду Есколу та Балманью в 1941 році. Тренером клубу в ту пору був партнер по команді Ногес, клуб невдало виступав в чемпіонаті, лише в останній грі «Барселона» змогла не вилетіти в нижчий дивізіон, обігравши клуб «Реал Мурсія» 5:1, цьому сприяло те, що і Ескола, і Балманья не могли брати участь в чемпіонаті, оскільки питання про можливість їхньої гри ще розглядалося. Незважаючи на невдачу в Прімері, «Барса» змогла дійти до фіналу кубка Іспанії, де «синьо-гранатових» чекав, майже непереможний в тому сезоні, «Атлетік Більбао». Балманья та Ескола вже отримали дозвіл на вихід на поле і «Барселона» в додатковий час перемогла 4:3. Через 2 роки, після цього успіху, Балманья покинув «Барселону», провівши в її складі в загальній кількості 154 матчі та забивши 24 голи.
Після закінчення другої світової війни, Балманья, який вирішив покинути спорт, знову повернувся у футбол. Він отримав запрошення від свого колишнього партнера, а потім і тренера, Хуана Ногеса, який в ті роки тренував скромний клуб «Хімнастік» з Таррагони. У перший же рік, з приходом цих двох майстрів, «Хімнастік» вийшов в іспанську Прімеру, а на наступний рік обіграв «Барселону» в кубку Генералісімуса, а Балманья забив своїй колишній команді. Після того, як Доменек залишив «Хімнастік», він провів сезон в клубі «Сант Андреу», а завершив кар'єру все в тому ж «Хімнастіку», вже виконуючи обов'язки головного тренера команди.
З 1935 по 1944 Балманья провів 4 гри за збірну Каталонії. Перший матч за головну каталонську команду він провів 19 січня 1936 проти чехословацького клубу «Сіденіце».

### Тренерська кар'єра
Після того, як Хуан Ногес покинув «Хімнастік», його місце зайняв ще діючий гравець клубу Балманья, проте перший же сезон в клубі був невдалим, команда вилетіла в Сегунду. Після невдалих спроб повернутися, Балманья покинув лави «Хімнастіка» та очолив «Жирону», де він починав грати у футбол, а вже через рік Балманья очолив клуб «Реал Сарагоса», але також безуспішно.
1955 року Балманья очолив «Реал Ов'єдо» і зміг вивести скромний клуб на друге місце в Сегунді, але за тодішніми правилами «Ов'єдо» мав грати стикові матчі, які клуб програв.
Незважаючи на програш в стикових іграх, Балманью запросила його колишня команда — «Барселона», яка щойно розлучилася з тренером Ференцом Платко. Балманья спробував змінити «Барселону», залежність клубу від свого лідера Ладислава Кубали була всеосяжною, тому коли у Кубали гра не йшла, «зупинялась» і «Барселона». У Балманьї все частіше на поле стали виходити молоді гравці, а другий воротар Естремс, який до приходу Балманьї майже не грав, став часто виходити в складі. У першому сезоні в клубі, «Барселона» посіла в чемпіонаті лише третє місце, але в кубку Іспанії громила всіх своїх суперників: «Атлетико Мадрид» 5:2 і 8:1, мадридський «Реал» (тогорічний чемпіон Іспанії) 2:2 і 6:1, «Реал Сосьєдад» 5:1 і 5:1, в фіналі «Барселона» перемогла «Еспаньйол» з рахунком 1:0. У наступному сезоні «Барса» знову була третьою, а в кубку Іспанії програла «Атлетико» з Більбао, зате клуб виграв найперший розіграш кубка Ярмарків, але цей успіх не зміг врятувати Балманью від звільнення, і по закінчення сезону «Барселону» очолив Еленіо Еррера.
Пішовши з «Барси», Балманья виїхав до Франції, де тренував інший свій колишній клуб «Сет», але в 1960 повернувся до Іспанії, щоб очолити «Валенсію», якій допоміг двічі (в 1960 та 1961) виграти свій власний трофей Наранхо, а також вивів у фінал Кубка Ярмарків. Проте в самому фіналі, де «Валенсія» була сильнішою за «Барселону» 6:2 і 1:1, Балманья вже не брав участі, будучи звільненим зі своєї посади.
Пішовши з «Валенсії», Балманья очолив «Реал Бетіс», який вивів на третє місце в чемпіонаті Іспанії, потім керував «Малагою», якій допоміг зайняти друге місце в Сенунді і виграти стикові матчі з «Леванте», що дозволило вийти в Прімеру.
1965 року Балманья очолив мадридський «Атлетико» і в перший же сезон клуб під його керівництвом виграв чемпіонат Іспанії, перервавши багаторічну гегемонію мадридського «Реала». Цей успіх дозволив Балманьї очолити збірну Іспанії, якою він керував після невдалого для іспанців чемпіонату світу в Англії, всього Балманья керував збірною протягом 11 ігор, але не зміг вивести команду у фінальну частину Євро-1968, поступившись в чвертьфіналі англійцям (0:1, 1:2), після чого покинув «червону фурію».
Після збірної Балманья ще працював головним тренером «Реала Сарагоси» та «Кадіса».
Останнім місцем тренерської роботи був клуб «Сант-Андреу», команду якого Доменек Балманья очолював як головний тренер у сезоні 1974–75 років.
Завершивши тренерську кар'єру, Балманья виїхав до Барселони, де відпочивав деякий час від футболу, потім йому поступила пропозиція від «Еспаньйола», який шукав технічного директора, Балманья пропозицію прийняв, а потім, пропрацювавши в «Еспаньйолі» кілька років, пішов на ту ж посаду в «Барселону». Крім цього Балманья працював 15 років на посаді професора в Національній школі тренерів Іспанії та 12 років працював директором Каталонської тренерської школи. Балманья написав кілька книг про футбол, працював радіокоментатором на радіостанції Хосе Марія Гарсія, отримав срібну медаль Королівського ордена за заслуги в спорті.
Помер 14 лютого 2001 у віці 87-ми років у лікарні Барселони.

## Титули і досягнення
| - Чемпіон Іспанії (1): «Барселона»: 1936-37 (неофіційний) - Чемпіон Франції (1): «Сет»: 1938-39 - Володар Кубка Іспанії (1): «Барселона»: 1942 | - Володар Кубка Іспанії (1): «Барселона»: 1957 - Володар Кубка ярмарків (1): «Валенсія»: 1955-58 - Чемпіон Іспанії (1): «Атлетіко»: 1965-66 |